# Руда-Горчичнянская
Руда-Горчичнянская (укр. Руда-Гірчичнянська) — село в Дунаевецком районе Хмельницкой области Украины.
Население по переписи 2001 года составляло 173 человека. Население по данным 2025 года составляет 83 человека. Почтовый индекс — 32437. Телефонный код — 3858. Занимает площадь 0,86 км². Код КОАТУУ — 6821885302.

## Местный совет
32427, Хмельницкая обл., Дунаевецкий р-н, с. Малая Кужелевка, ул. Подольская, 37